# Adam Eckfeldt
John Adam Eckfeldt (15 de junho de 1769 – 6 de fevereiro de 1852) foi um trabalhador e oficial nos primeiros dias da Casa da Moeda dos Estados Unidos. Natural de Filadélfia, Eckfeldt serviu como o segundo principal cunhador da Casa da Moeda, de 1814 a 1839.
O pai de Eckfeldt era dono de uma grande ferraria e envolveu-se nas primeiras tentativas de cunhagem americana. Adam Eckfeldt construiu as primeiras prensas para a Casa da Moeda, gravou alguns dos seus primeiros moldes e foi responsável pelos desenhos das primeiras moedas de cobre americanas, bem como pela meia moeda de 1792, que algumas autoridades consideram a primeira moeda dos Estados Unidos. Foi nomeado cunhador assistente da Casa da Moeda em 1796 e tornou-se o principal cunhador com a morte do seu antecessor em 1814.
Eckfeldt serviu um quarto de século como principal cunhador, período durante o qual a Casa da Moeda de Filadélfia foi transferida para novas instalações. Ao separar moedas incomuns trazidas como barras de ouro, ele iniciou uma coleção de moedas da Casa da Moeda, que evoluiu para se tornar na Coleção Numismática Nacional. Mesmo após a sua aposentadoria em 1839, Eckfeldt continuou a desempenhar as funções de principal cunhador; a sua morte em 1852 fez com que o seu substituto, Franklin Peale, procurasse um assistente.

## Infância e juventude
John Adam Eckfeldt nasceu em Filadélfia no dia 15 de junho de 1769, filho de John Jacob Eckfeldt, um grande fabricante de ferramentas e implementos. Na época, era comum os descendentes de alemães usarem o primeiro nome "John", mas serem referidos pelo nome do meio. Eckfeldt pai e a sua esposa Maria Madalena imigraram de Nuremberga, na Baviera, por volta de 1764. John Jacob Eckfeldt, na sua grande ferraria, fez moldes para a cunhagem de 1783 sob os Artigos da Confederação autorizados pelo financista de Filadélfia Robert Morris. Adam foi aprendiz do seu pai e tornou-se hábil em trabalhos com ferro e máquinas.

## Designer de moedas e oficial da Casa da Moeda

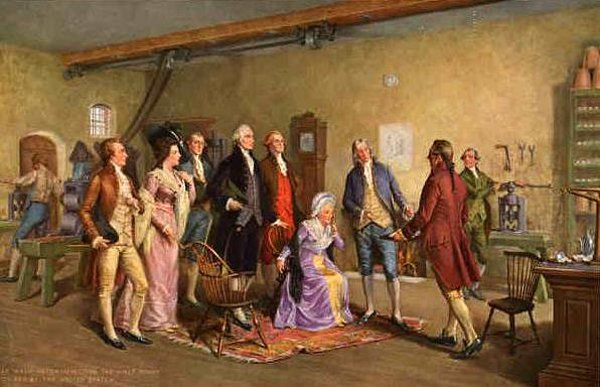
Inspecionando as primeiras moedas por John Dunsmore. Eckfeldt está vestido de azul, logo à direita da sentada Martha Washington

Durante a infância de Eckfeldt, as treze colónias britânicas ao longo da costa atlântica do que hoje são os Estados Unidos revoltaram-se, e assim os Estados Unidos da América garantiram a sua independência. Depois de a Constituição dos Estados Unidos ter sido ratificada, o Congresso e muitos escritórios do governo passaram a ficar alojados em Filadélfia, incluindo a recém-nascida Casa da Moeda dos Estados Unidos. Adam Eckfeldt construiu a primeira prensa de parafuso para a nova instalação em 1792, o mesmo ano em que a Lei da Casa da Moeda de 1792 foi aprovada pelo Congresso, autorizando uma casa da moeda, e criou o centavo experimental de Birch. Ele também construiu outras máquinas para a Casa da Moeda e ajudou a supervisionar a cunhagem inicial.

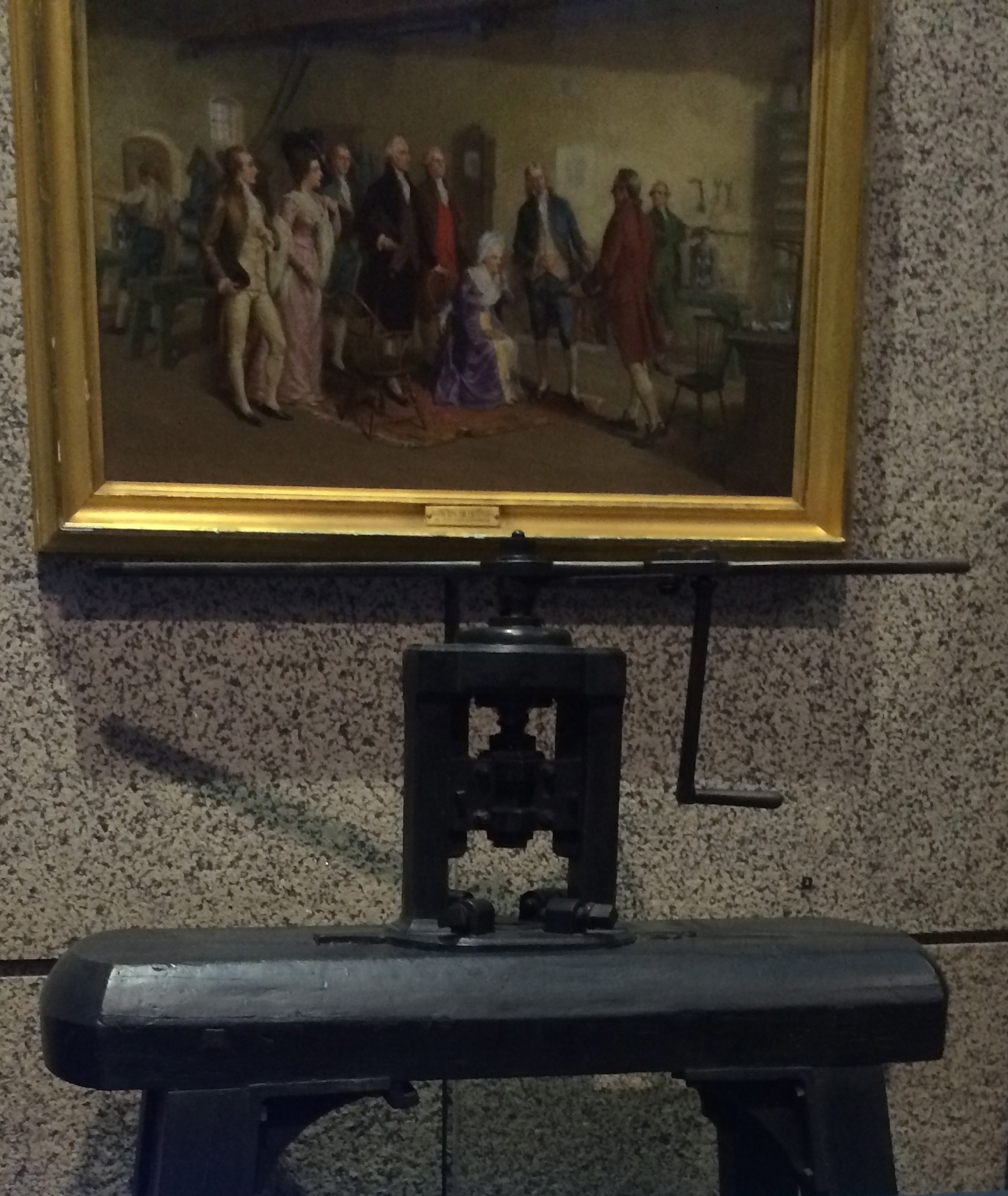
A prensa de Eckfeldt de 1792, exibida sob a pintura de Dunsmore que a representa

Em 1792, a Casa da Moeda adquiriu três balanças de Eckfeldt, tendo também emprestado o seu torno (usado para tornear matrizes). Acredita-se que Eckfeldt tenha feito o molde a partir do qual foi cunhada a meia moeda de 1792, considerada por alguns a primeira moeda oficial dos EUA — em 1829, um visitante da Casa da Moeda conheceu Eckfeldt e mais tarde descreveu-o como "um artista [que] fez o primeiro molde". Outros relatos posteriores documentam o papel de Eckfeldt: um leilão de 1863 vendeu uma meia moeda supostamente dada por Eckfeldt para demonstrar o seu trabalho. Eckfeldt é dado como fonte para a tradição de que as meias moedas foram feitas a pedido do presidente George Washington para serem usadas como presentes. Eckfeldt operou a sua prensa de parafuso para formar essas cerca de 1500 peças a 13 de julho de 1792. Como a primeira Casa da Moeda de Filadélfia ainda estava em construção na época, essas moedas foram produzidas num celeiro de John Harper, fabricante de serras, na Sixth e Cherry Streets, em Filadélfia. Na sua mensagem anual ao Congresso no final daquele ano, Washington observou a construção em andamento de um edifício da casa da moeda e declarou: "Também houve um pequeno começo na cunhagem de moedas de meia moeda, com a falta de pequenas moedas em circulação a chamar a primeira atenção para eles".
Eckfeldt também produziu um padrão disme, do qual apenas algumas foram feitas. Quando os primeiros centavos da Casa da Moeda (produzidos em 1793) foram considerados excessivamente brutos e ridicularizados pelo público, Eckfeldt foi chamado para projetar exemplares para substituição. Ele colocou uma coroa na parte de trás do centavo em vez da corrente original e colocou um trevo sob a cabeça da Liberdade no anverso. Mais tarde no mesmo ano, também gravou o primeiro molde de meio centavo.

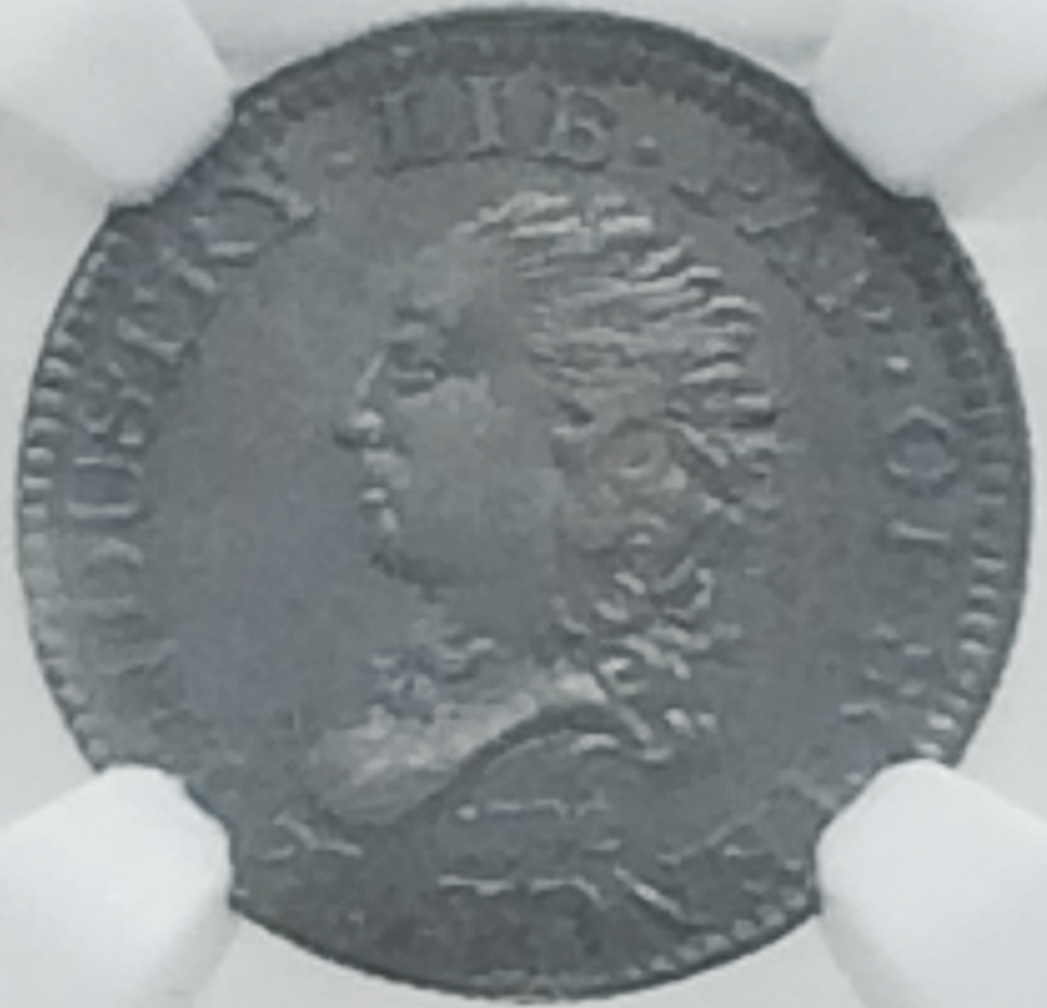
O anverso da meia moeda de 1792

Eckfeldt continuou a trabalhar intermitentemente para Casa da Moeda; em 1793, construiu um dispositivo para alimentar automaticamente as plaquetas no colar da matriz e ejetar as moedas batidas, e os registos da casa da moeda revelam que trabalhou lá em julho de 1795. Em outubro de 1795 Eckfeldt estava na folha de pagamento da casa da moeda, como um forjador e torneiro, com um salário de 500 dólares por ano. No dia 1 de janeiro de 1796 o diretor da Casa da Moeda, Elias Boudinot, nomeou-o como cunhador assistente, com o consentimento do presidente Washington. Os seus deveres nessa capacidade eram amplos.
Em 1805, a pedido de Boudinot, Eckfeldt eliminou um problema de segurança para a Casa da Moeda alugando duas casas adjacentes às suas operações, permitindo-lhe fechar um beco interno ao acesso público. No ano seguinte, o novo diretor da Casa da Moeda, Robert Patterson, solicitou um aumento salarial de 200 dólares para Eckfeldt, escrevendo ao presidente Thomas Jefferson que Eckfeldt tinha "a gestão de todo o departamento de cunhagem". Quando as matrizes usadas revelaram-se muito frágeis e racharam facilmente, Eckfeldt teve a ideia de borrifar água na face da matriz para que o aço temperasse uniformemente.
Quando ainda jovem rapaz, o inventor George Escol Sellers conheceu Eckfeldt; como o pai de Sellers era sócio de uma empresa que vendia máquinas para o Mint Bureau, Eckfeldt costumava jantar em sua casa. Nos últimos anos do século XIX e da vida de Sellers, publicou as suas memórias, incluindo memórias da primeira Casa da Moeda de Filadélfia. Ele recorda, em 1812, estar a espiar por uma janela para ver os centavos cunhados, e Eckfeldt a entrar na sala para parar o trabalho no final do dia. Vendo o jovem Sellers, convidou o menino a entrar, fez com que ele colocasse um centavo na prensa e o golpeou para ele. Sellers quase o deixou cair por estar muito quente, e Eckfeldt lembrou-o que estava frio quando colocado na prensa. Eckfeldt pediu que ele ficasse com a moeda até descobrir por que o centavo estava quente, e então poderia gastá-lo em doces.

## Moedeiro chefe

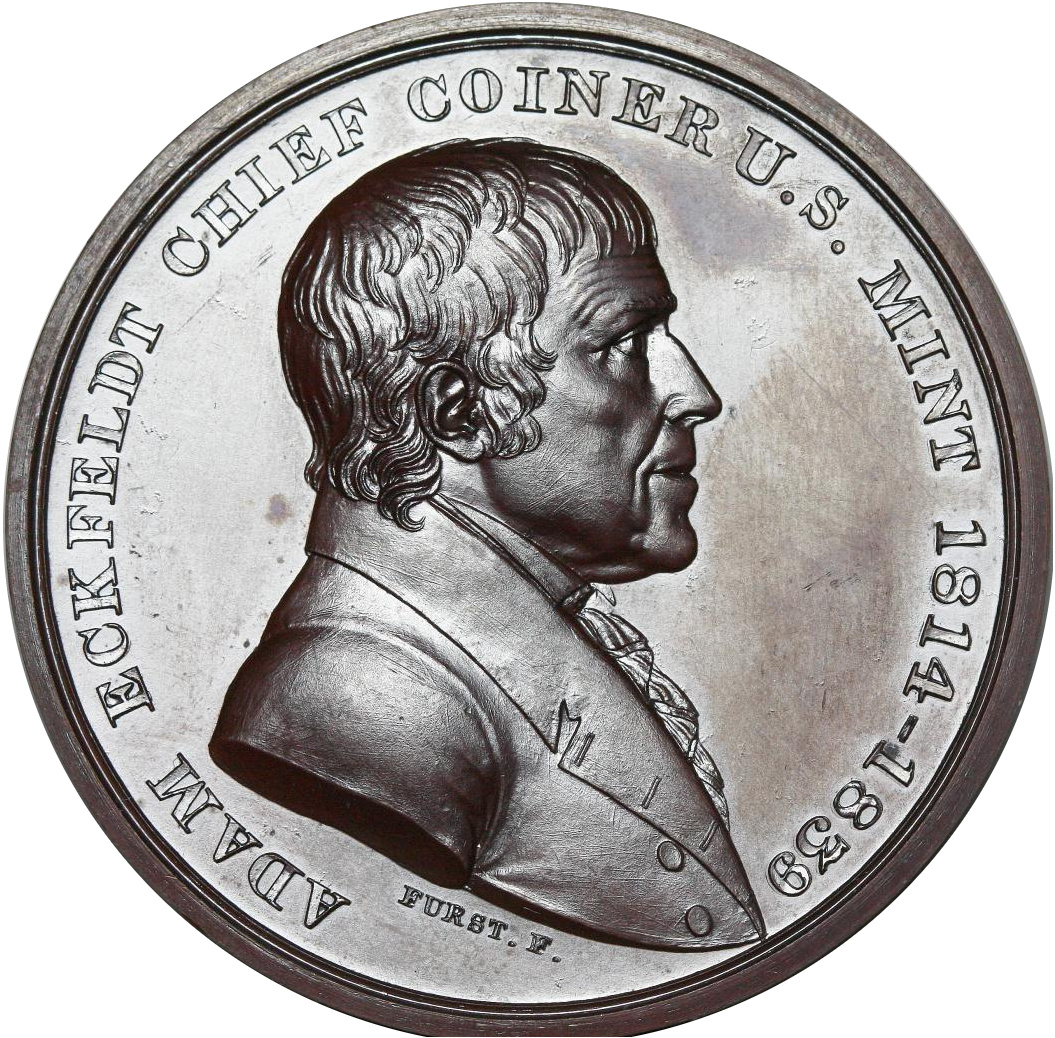
Réplica de prata da medalha de aposentadoria para Eckfeldt, por Moritz Fuerst

Com a morte do primeiro principal cunhador, Henry Voigt, no início de 1814, Eckfeldt foi nomeado pelo presidente James Madison como sucessor. Serviu nessa capacidade por um quarto de século. Durante o seu mandato, continuou a melhorar a maquinaria da Casa da Moeda de Filadélfia.
Eckfeldt deixou de lado as "moedas mestras" — moedas cunhadas com cuidado extra, usando novas matrizes e pranchetas polidas. Também colocou de lado moedas estrangeiras interessantes enviadas para a casa da moeda como barras de ouro. Essas peças tornaram-se na coleção de moedas da Casa da Moeda. Para preencher lacunas nesta coleção, ele usou matrizes antigas para cunhar moedas pré-datadas. Especialistas descobriram que algumas matrizes que ele escolheu para esse fim não foram usadas em conjunto para cunhar moedas para o comércio, criando assim espécimes únicos. Entre as peças adquiridas para a Casa da Moeda estava um dobrão Brasher, dos quais apenas seis são conhecidos atualmente. Eckfeldt costumava gastar os seus próprios fundos para adquirir as moedas para a Casa da Moeda. A coleção eventualmente evoluiu para a Coleção Numismática Nacional do Smithsonian Institution.

Em 1828 Eckfeldt envolveu-se novamente nas transações imobiliárias para expandir as operações na Casa da Moeda de Filadélfia. Por 1 000 dólares, comprou um dos lotes que havia alugado em 1805. Depois de a casa da moeda ser transferida para novas instalações na década de 1830, Eckfeldt descobriu que o lote que havia comprado tinha um defeito no seu título; conseguiu desembaraçá-lo e vendeu-o em 1837 pelo mesmo valor pelo qual o comprara. O novo edifício da casa da moeda ficava nas ruas Juniper e Chestnut, a apenas seis quarteirões da casa de Eckfeldt em Juniper and Vine.

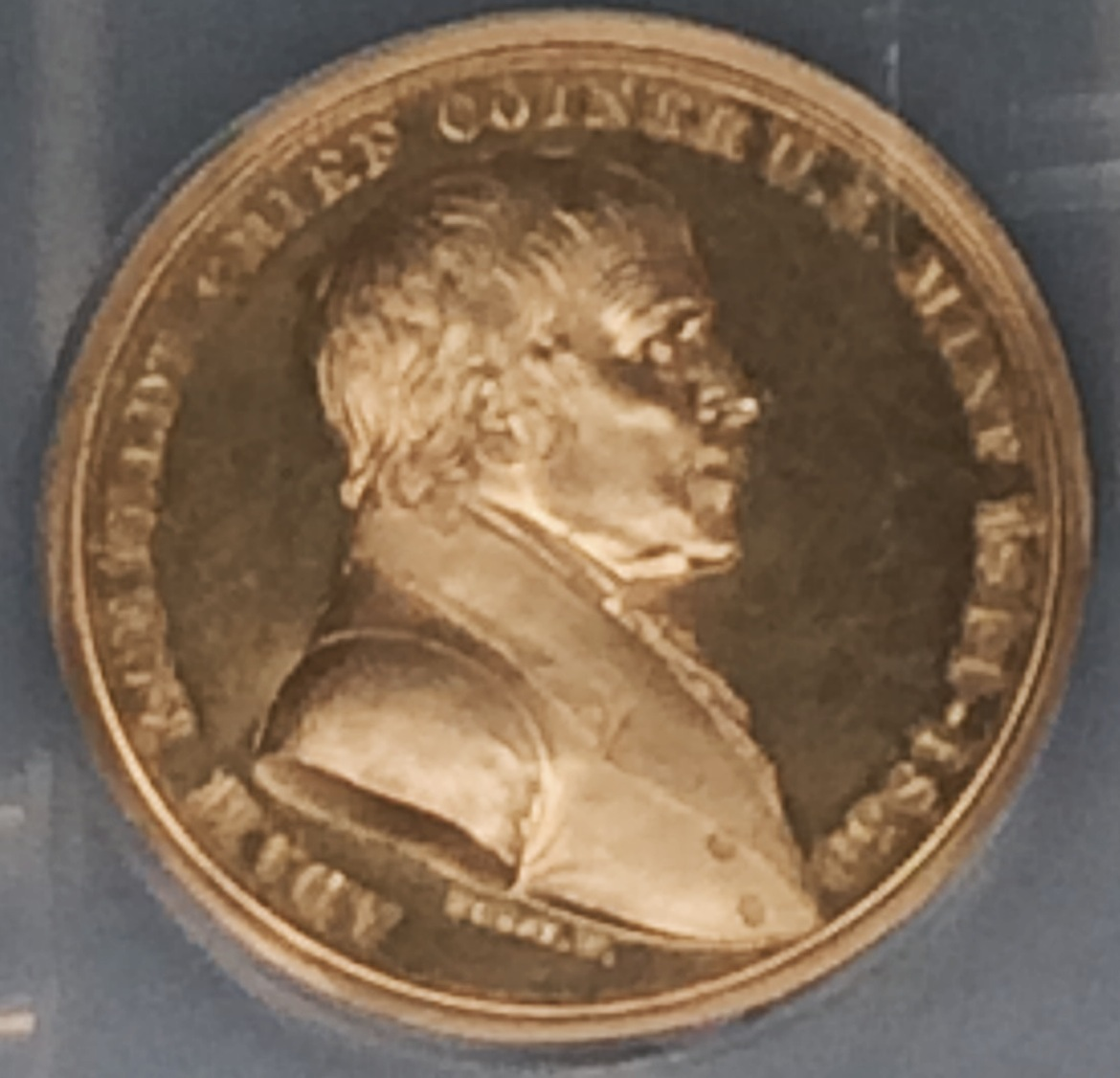
A medalha de ouro real apresentada a Eckfeldt em 1839

Sellers, nas suas memórias, descreveu Eckfeldt como "um homem de grande integridade, um homem cauteloso, cuidadoso, ordeiro e meticuloso; ele não era um dos mecânicos arrojados, impetuosos e inventivos, embora sob os seus cuidados muitas melhorias, aparentemente leves, foram gradualmente adotadas que, no conjunto, representavam muito na economia do trabalho. Ele não era de forma alguma deficiente em capacidade inventiva." No entanto, como Eckfeldt envelheceu a serviço da Casa da Moeda no final da década de 1820 e na década de 1830, ele estava relutante em adotar as inovações propostas pelo seu colega oficial da Casa da Moeda, Fundidor e Refinador Franklin Peale. Peale, como Eckfeldt de inclinação mecânica, teve muitas sugestões para melhorias na maquinaria de cunhagem, algumas das quais Eckfeldt adotou. Eckfeldt declarou a Sellers: "Se o Sr. Peale estivesse a todo vapor, ele viraria tudo de cabeça para baixo". De acordo com Sellers, "o abandono de animais de estimação quase ao longo da vida que tinham sido os cuidados constantes do Sr. Eckfeldt naturalmente seria difícil, e ainda mais difícil vindo de outro departamento, mas à medida que as melhorias gradualmente surgiam e provavam a sua eficiência, o Sr. Eckfeldt deu todo o crédito a quem pertencia, e lembro-me dele ficar bastante entusiasmado com a economia de trabalho [no uso do torno de retrato Contamin] na duplicação de matrizes de trabalho".
Em 1833 Peale foi enviado numa digressão pelas casas da moeda europeias e voltou para casa com ideias para novas máquinas e inovações, incluindo a introdução da energia a vapor, usada na Royal Mint da Grã-Bretanha desde 1810 em equipamentos adquiridos da empresa Boulton & Watt. Embora Eckfeldt preferisse aplicar vapor nas prensas de moedas existentes, uma nova foi construída para a energia a vapor, e medalhas comemorativas foram as primeiras peças a vapor na Casa da Moeda de Filadélfia, no início de 1836.
Em 1839 Eckfeldt aposentou-se após 25 anos como principal cunhador e mais de quarenta como funcionário da Casa. Os seus colegas oficiais da Casa da Moeda presentearam-no com uma medalha de ouro, com duplicatas de prata e bronze. O anverso foi desenhado pelo gravador de Filadélfia Moritz Fuerst, que por vezes trabalhava para a Casa da Moeda; o inverso pode ter sido feito por Fuerst ou por Peale. Eckfeldt recomendou Peale como o seu sucessor, e Peale foi nomeado. No entanto, Eckfeldt continuou a desempenhar as funções de cunhador-chefe sem remuneração até alguns dias antes da sua morte, a 6 de fevereiro de 1852. Após a morte de Eckfeldt, Peale escreveu o que Taxay chama de "carta frenética" para o Diretor da Casa da Moeda George N. Eckert, buscando a nomeação de um assistente. Peale passou o tempo livre a projetar e vender medalhas para ganho privado.

## Vida privada e familiar

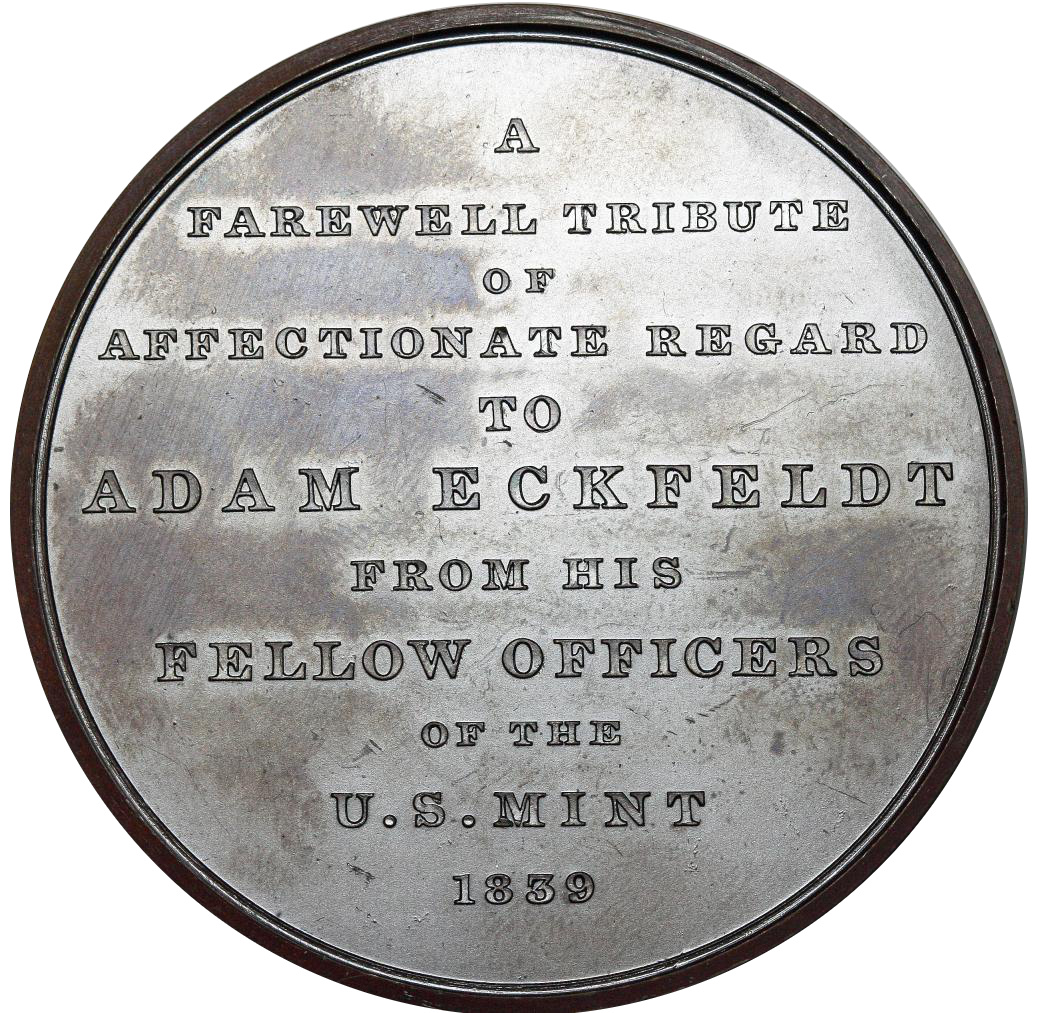
Reverso da medalha de aposentadoria de Eckfeldt

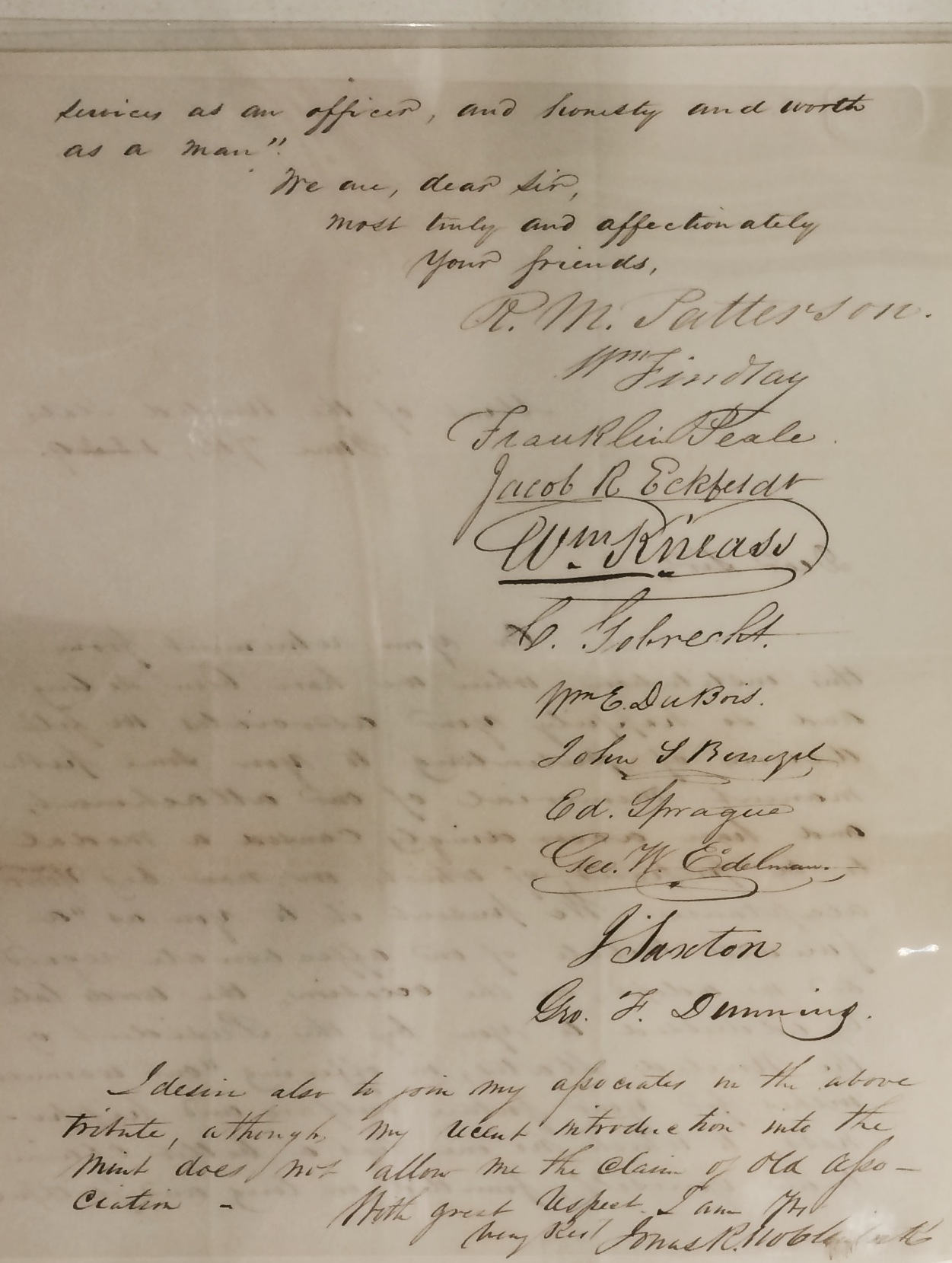
Página de assinatura da carta apresentada a Eckfeldt na sua aposentadoria, assinada por Patterson, Peale, Jacob Eckfeldt, Christian Gobrecht e outros oficiais e funcionários da Casa

Eckfeldt casou-se duas vezes. Nenhum filho nasceu do seu breve primeiro casamento em 1792 com Maria Hahn, que terminou com a morte dela; o seu segundo casamento com Margaretta Bausch produziu seis filhos. Entre eles estava a sua filha Susanna, que se casou com William Ewing DuBois, primeiro curador da coleção de moedas da Casa da Moeda. Jacob Reese Eckfeldt, um dos filhos de Adam, foi por quarenta anos (1832–1872) avaliador da Casa da Moeda dos Estados Unidos. O filho de Jacob, Jacob Branch Eckfeldt, superou os dois antepassados em tempo de serviço, trabalhando na Casa da Moeda por 64 anos, de 1865 a 1929.
Ele era um homem de muito informado sobre muitos assuntos, possuía um génio inventivo e foi capaz de introduzir algumas melhorias excelentes nos processos de cunhagem. Ele era singularmente diligente e enérgico, e por suas qualidades sociais e retidão era universalmente respeitado e, de facto, amado pelos oficiais associados a ele e pelo amplo círculo daqueles que o conheciam.